# Неудобната истина
„Неудобната истина“ (на английски: An Inconvenient Truth) е американски документален филм от 2006 г. на режисьора Дейвис Гугенхайм за кампанията на бившия вицепрезидент на Съединените щати Ал Гор да образова хората относно глобалното затопляне. Филмът включва слайдшоу, което по собствена оценка на Гор той е представил над 1000 пъти пред публика по целия свят.
Премиерата на филма е във Филмовия фестивал във Сънданс през 2006 г., и е открит във Ню Йорк Сити и Лос Анджелис на 24 май 2006 г., има критичен и комерсиален успех, и печели две награди „Оскар“ за най-добър документален филм и най-добра песен.

## В България
В България филмът е пуснат по кината на 11 март 2007 г. от „Прооптики“ и „София Филм Фест“. Същата година е издаден на DVD от „Александра Видео“.